# インセクタリウム
『インセクタリゥム』（THE INSECTARIUM）は、多摩動物公園昆虫愛好会の会誌として、財団法人東京動物園協会が1964年1月から2000年12月までの期間に月刊で発行していた昆虫学の専門雑誌である。題字に付されたキャッチフレーズは「生きたこん虫の雑誌」。

## 内容
趣味性が薄く、偏りのないあらゆる種類の昆虫の分類、生態研究の知見がプロの学究者によって平易な文体で毎号寄稿される他、小学生による観察記録や昆虫に関する季節毎のトピックス、多摩動物公園昆虫園の催し物情報等も掲載されていた。
日本を代表する昆虫学の権威の監修を受けた誌面は読者の老若をとわず非常に読み応えがあり、厳密な昆虫研究の手引きにもなった。反面、娯楽色、趣味性ははなはだ希薄で、同じ判型をとりながらもくだけた記事や時々の人気種を追う採集記等にも力を入れる『月刊むし』とは対照的な誌面内容であった。

## 休刊
広告媒体としての収入は芳しくなく、表4をコニカの4色、表3を小口の1色数件で埋めるのがやっとであった。発行元の東京動物園協会の財政事情から、2000年12月号（通刊443号）をもって休刊となった。この休刊で、東京動物園協会の発行雑誌は『どうぶつと動物園』に一本化された。